# Tyskernes Invasion i Aabenraa 9. April 1940
|  | Denne artikel er oprettet af botten Steenthbot ud fra en ekstern database. Den kan derfor have sproglige fejl eller mangler. Denne skabelon kan fjernes efter kontrol af indholdet. |

Tyskernes Invasion i Aabenraa 9. April 1940 er en dansk dokumentarisk optagelse fra 1940.

## Handling
Optagelser fotograferet af ingeniør C. Hansen fra Åbenrå:

Hitlerjugend på den tyske privatskole.

Tyskernes indmarch 9. april 1940. Motoriserede tropper passerer gennem Aabenraa på strækningen Ramsherred-Nørrechausse (Haderslevvej). Kolonnen medfører bl.a. en 37 mm panserværnskanon og en 20 mm luftværnskanon. Enkelte lokale heiler til de tyske soldater. Skudhuller i murværk vidner om modstandskampe i byen. Der er tale om delvist skjulte optagelser fra 9. april og om optagelser af senere dato, da Hitlerjugend ikke var til stede i DK på invasionsdagen.